# Olga de Grècia (princesa de Iugoslàvia)
Olga de Grècia (Atenes, 1903 - París, 1997) fou princesa de Iugoslàvia. Nascuda princesa de Grècia i de Dinamarca, filla primogènita del príncep Nicolau de Grècia i de la gran duquessa Helena de Rússia. La princesa era neta del rei Jordi I de Grècia i besneta del tsar Alexandre II de Rússia. Aviat destacà per la seva bellesa i la de les seves germanes en general.
Abans del compromís amb el príncep Pau de Iugoslàvia, es comprometé amb el príncep Frederic de Dinamarca, i hi hagué certs rumors sobre un possible nuviatge amb el príncep de Gal·les, el futur Eduard VIII del Regne Unit. El casament se celebrà a Belgrad el 22 d'octubre de 1923. La família de la princesa Olga visqué a Belgrad i l'any 1934 el seu marit fou proclamat regent de Iugoslàvia durant la minoria d'edat del rei Pere II de Iugoslàvia. Aquest fet marcà el futur de la princesa grega en tant que la inoperància del seu marit davant el perill nacionalsocialista que amenaçava Iugoslàvia li valgueren serioses crítiques des de Londres i Washington.
Olga tingué tres fills:
- SAR el príncep Alexandre de Iugoslàvia nascut a Belgrad el 1924. Es casà amb la princesa Maria Pia d'Itàlia de la qual es divorcià per casar-se amb la princesa Bàrbara de Liechtenstein.
- SAR el príncep Nicolau de Iugoslàvia nascut el 1928 a Belgrad i mort en un accident automobilístic prop de Windsor el 1954.
- SAR la princesa Elisabet de Iugoslàvia nascuda el 1936 a Belgrad. S'ha casat en tres ocasions, en primer lloc amb Howard Oxenberg, en segon lloc amb Neil Balfour i en tercer lloc amb el president peruà Manuel Ulloa y Elias.

L'any 1941 partiren a l'exili, primer al Caire i després a Kenya i a Sud-àfrica. Un cop acabada la guerra s'establiren entre Suïssa i París. La princesa morí a París a causa d'alzheimer.